# Anchuras
Anchuras ist ein Ort und eine zentralspanische Gemeinde (municipio) mit 274 Einwohnern (Stand: 2024) in der Provinz Toledo in der Autonomen Gemeinschaft Kastilien-La Mancha. Zur Gemeinde gehören neben dem Hauptort Anchuras die Ortschaften Enjambre, Gamonoso, Las Huertas und Encinacaída.

## Lage und Klima
Anchuras liegt am Nordrand der Montes de Toledo gut 90 km (Fahrtstrecke) nordwestlich von Ciudad Real in einer Höhe von ca. 560 m. Die Gemeinde ist eine Enklave in der Provinz Toledo in der Comarca La Jara an der Grenze zur Extremadura. Der aufgestaute Guadiana begrenzt die Gemeinde im Süden. Das Klima im Winter ist rau, im Sommer dagegen trocken und warm; der Regen fällt – mit Ausnahme der trockenen Sommermonate – übers Jahr verteilt.

## Bevölkerungsentwicklung
| Jahr      | 1970 | 1981 | 1991 | 2001 | 2011 | 2021 |
| Einwohner | 1018 | 586  | 500  | 408  | 344  | 279  |

Aufgrund der Mechanisierung der Landwirtschaft und der Aufgabe von bäuerlichen Kleinbetrieben ist die Einwohnerzahl der Gemeinde seit der Mitte des 20. Jahrhunderts zurückgegangen.

## Sehenswürdigkeiten

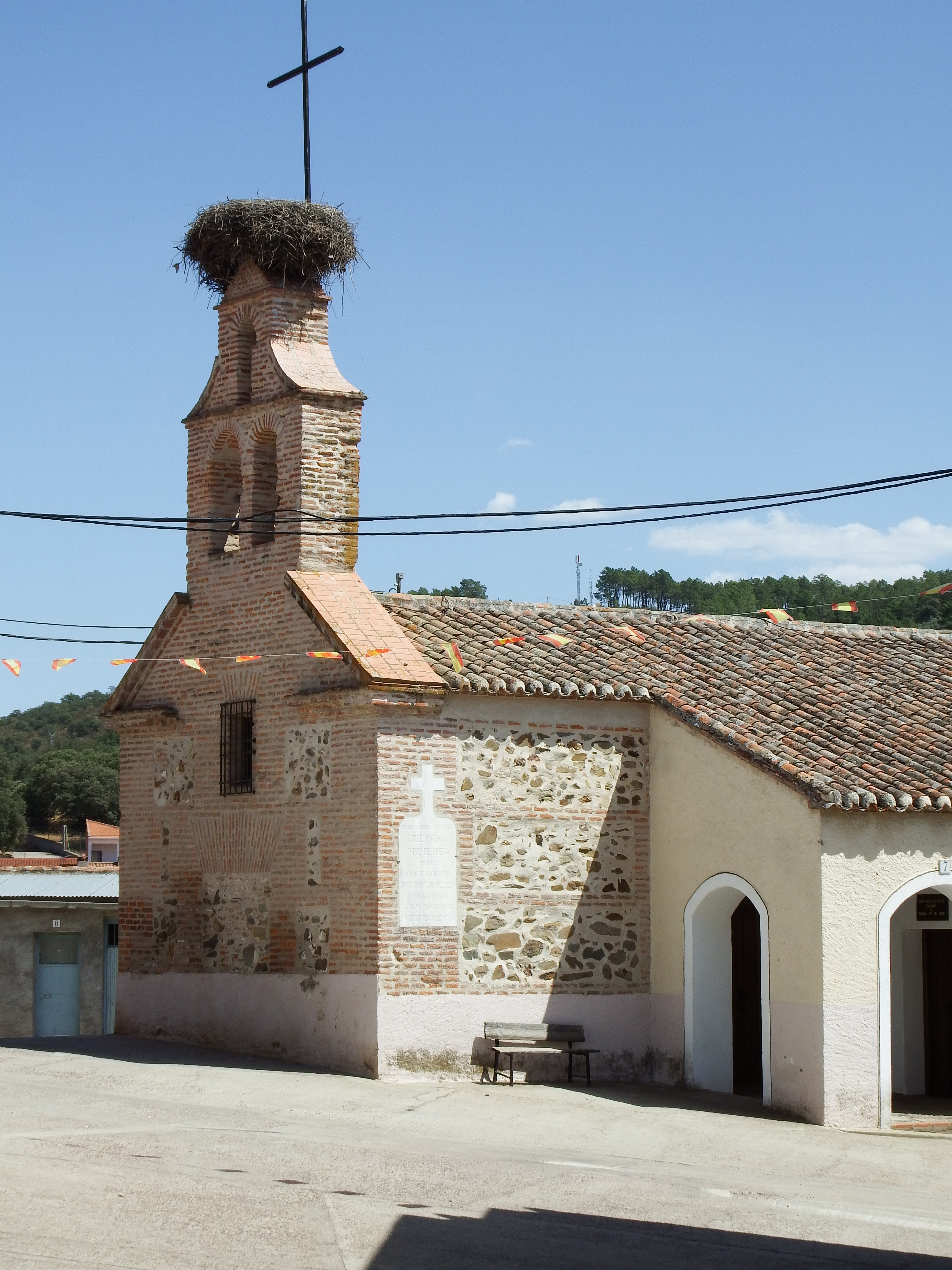
Kirche Mariä Himmelfahrt
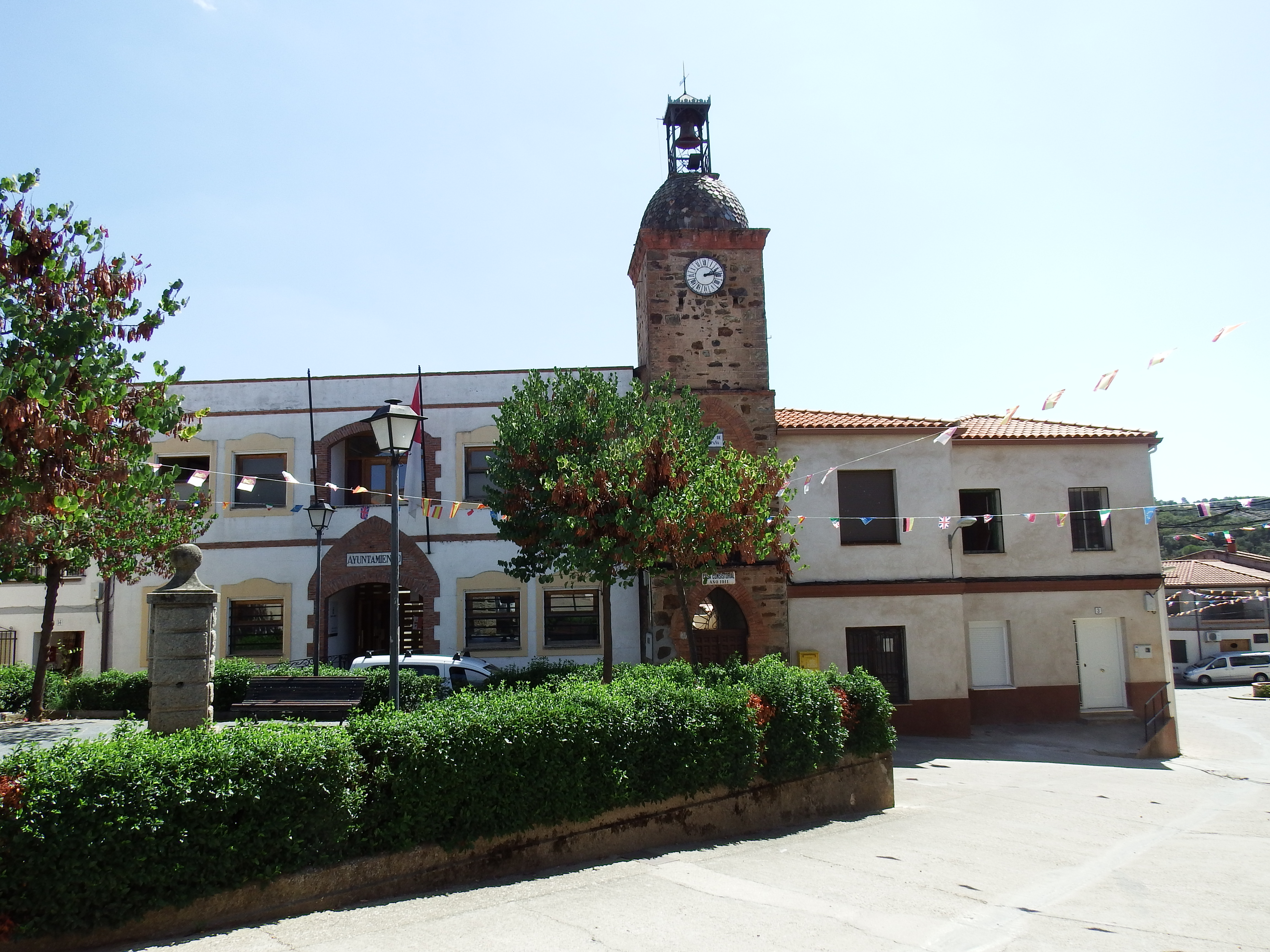
Rathaus

- Kirche Mariä Himmelfahrt
- Rathaus